# Yuichiro Kamiyama
Yuichiro Kamiyama –em japonês, 神山雄一郎, Kamiyama Yuichiro– (Oyama, 7 de abril de 1968) é um desportista japonês que competiu no ciclismo na modalidade de pista. Ganhou uma medalha de prata no Campeonato Mundial de Ciclismo em Pista de 1989, na prova de velocidade individual.
Participou em dois Jogos Olímpicos de Verão, nos anos 1996 e 2000, ocupando o 5.º lugar em Sydney 2000 em velocidade individual.

## Medalheiro internacional
| Campeonato Mundial | Campeonato Mundial | Campeonato Mundial | Campeonato Mundial        |
| Ano                | Lugar              | Medalha            | Competição                |
| ------------------ | ------------------ | ------------------ | ------------------------- |
| 1989               | Lyon ( França)     | Medalha de prata   | Velocidade individual (P) |